# 鹿野武左衛門
鹿野 武左衛門（しかの ぶざえもん
）は、落語家。
- （初代）鹿野武左衛門 - 本項にて記述。
- 二代目鹿野武左衛門 - 初代林家正蔵が改名。
- 三代目鹿野武左衛門 - 四代目柳亭左楽門下の柳家燕花が改名。本名：松本 金太郎。

鹿野 武左衛門（しかの ぶざえもん、1649年 - 1699年9月6日）は、江戸時代前期の落語家。江戸落語の祖、大坂難波の出身とも京の出身とも。本名は安次郎と言われている。
江戸に出て堺町や長谷川町で塗師をしていたが、芝居小屋や風呂屋で身振り手振りでおもしろおかしく聴かせる「座敷仕方咄」を始めた。
当時1693年（元禄6年）コレラが流行し1万数千人以上が死亡した、南天と梅干の実が良く効くという風評が広がり、めぐりめぐって鹿野はこの事件に連座して召し捕られ大島に流罪（島流し）になる。
現在の「武助馬」を演じていたとされる。